# Svarthätta
Svarthätta (Sylvia atricapilla) är en fågel som tillhör familjen sylvior. Den är en vanligt förekommande häckfågel i olika typer av skogsområden i Europa och västra Sibirien. Vintertid flyttar nordliga fåglar till Medelhavsområdet och Afrika söder om Sahara, medan de i Väst- och Sydeuropa är stannfåglar. IUCN kategoriserar den som livskraftig.

## Utseende och läte
Svarthättan är 13–15 centimeter lång och har ett vingspann på 20–23 centimeter. Den väger 15–22 gram. Ovansidan är mörkgrå och undersidan ljusgrå. Den adulta hanen har en karakteristisk svart hätta medan honan och ungarna har en rödbrun.

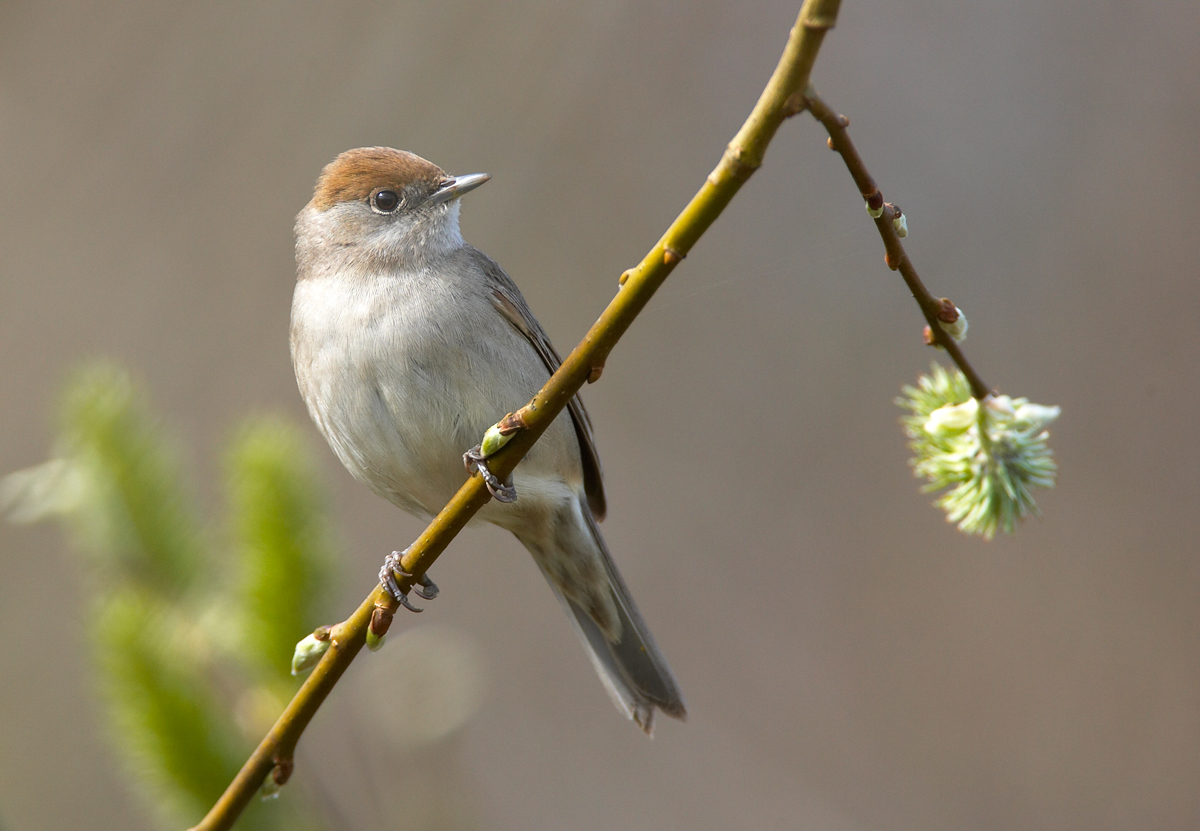
Adult hona.

Locklätet är ett hårt smackande "täck" som vid oro upprepas i långa serier, ibland med inslag av mer utdragna hesa "schrää". Sången är kraftig och högljudd och brukar beskrivas som vacker och vemodig. Sången börjar småtjattrande likt trädgårdssångaren och blir sedan flöjtande melodisk. Ibland härmas andra fåglar. 

## Utbredning och systematik
Svarthättan förekommer i västra palearktis och häckar från Skandinavien i norr, till norra Afrika i söder och västra Sibirien i öst. I Väst- och Sydeuropa är den stannfågel, men i norra och östra Europa, och i Asien är den en flyttfågel som övervintrar i västra och södra Europa, runt Medelhavet, i Nordafrika och i tropiska Afrika, så långt söderut som till Zambia och Malawi. Ett växande antal individer från Mellaneuropa flyttar till Storbritannien och Irland på vintern. 

### Underarter
Svarthättan delas ofta upp i fem underarter med följande utbredning:
- Sylvia atricapilla gularis (Alexander, 1898) inklusive atlantis – häckar på Kap Verde och Azorerna
- Sylvia atricapilla heineken (Jardine, 1830) – häckar på Iberiska halvön, i Marocko och Algeriet samt på Madeira och Kanarieöarna
- vanlig svarthätta[7] Sylvia atricapilla atricapilla, (Linné 1758) – nominatformen häckar från norra Skandinavien och brittiska öarna söderut till Pyrenéerna, norra Italien, Grekland och nordvästra Turkiet, och österut till västra Sibirien; dess utbredningsområde avgränsas i öster av floderna Petjora och Irtysj
- Sylvia atricapilla pauluccii (Arrigoni, 1902) inklusive koenigi (Jordans, 1923) – häckar på Balearerna, Korsika, Sardinien, i centrala och södra Italien och på Sicilien
- Sylvia atricapilla dammholzi (Stresemann, 1928) – häckar i nordöstra Turkiet, Kaukasus, Transkaukasus och norra Iran

### Förekomst i Sverige

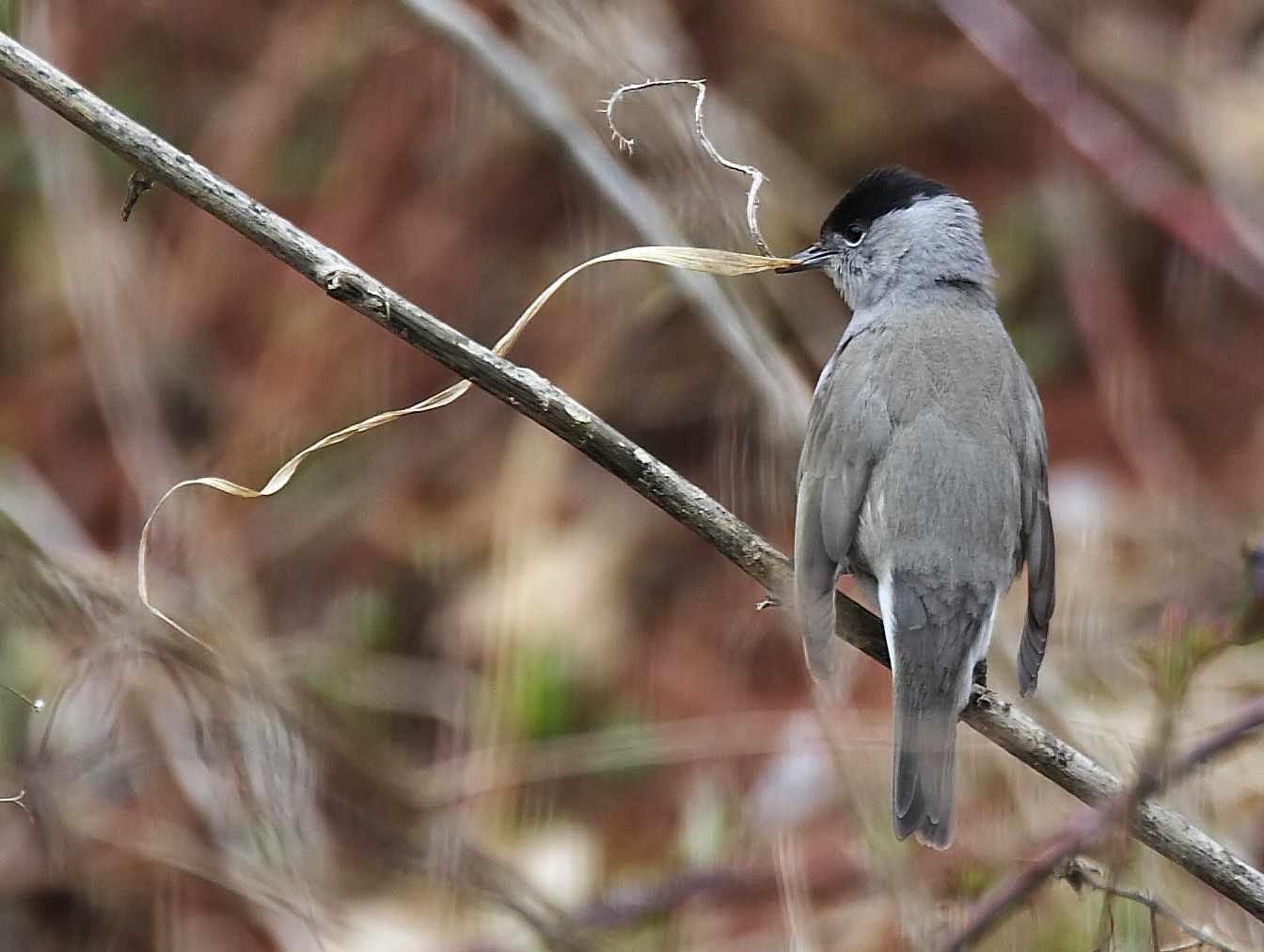
Hane med bomaterial i näbben.

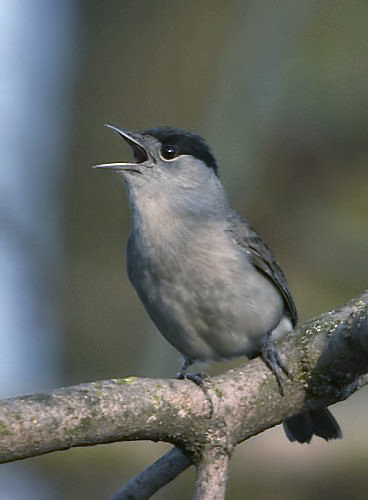
Sjungande hane.

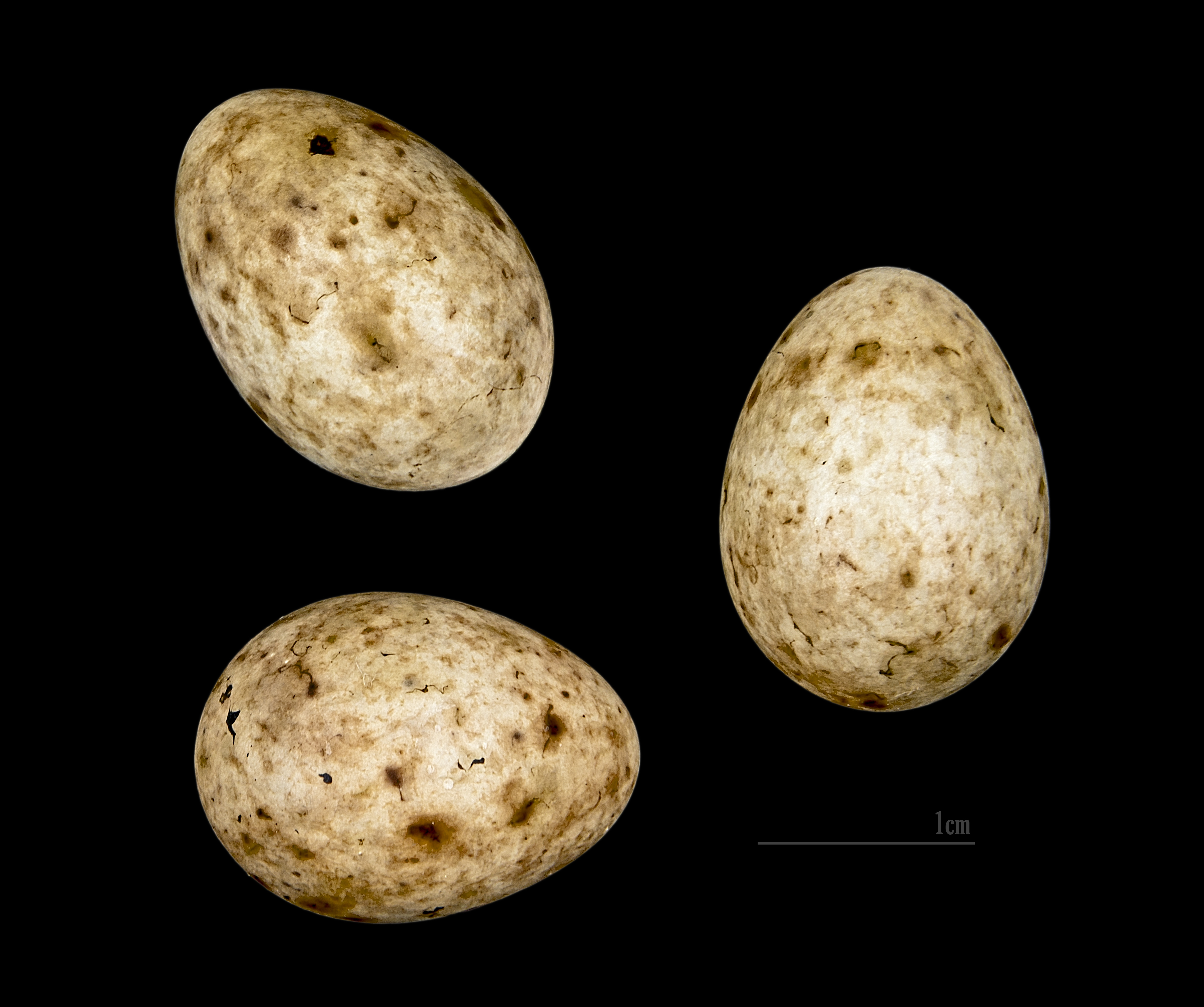
Ägg av svarthätta.

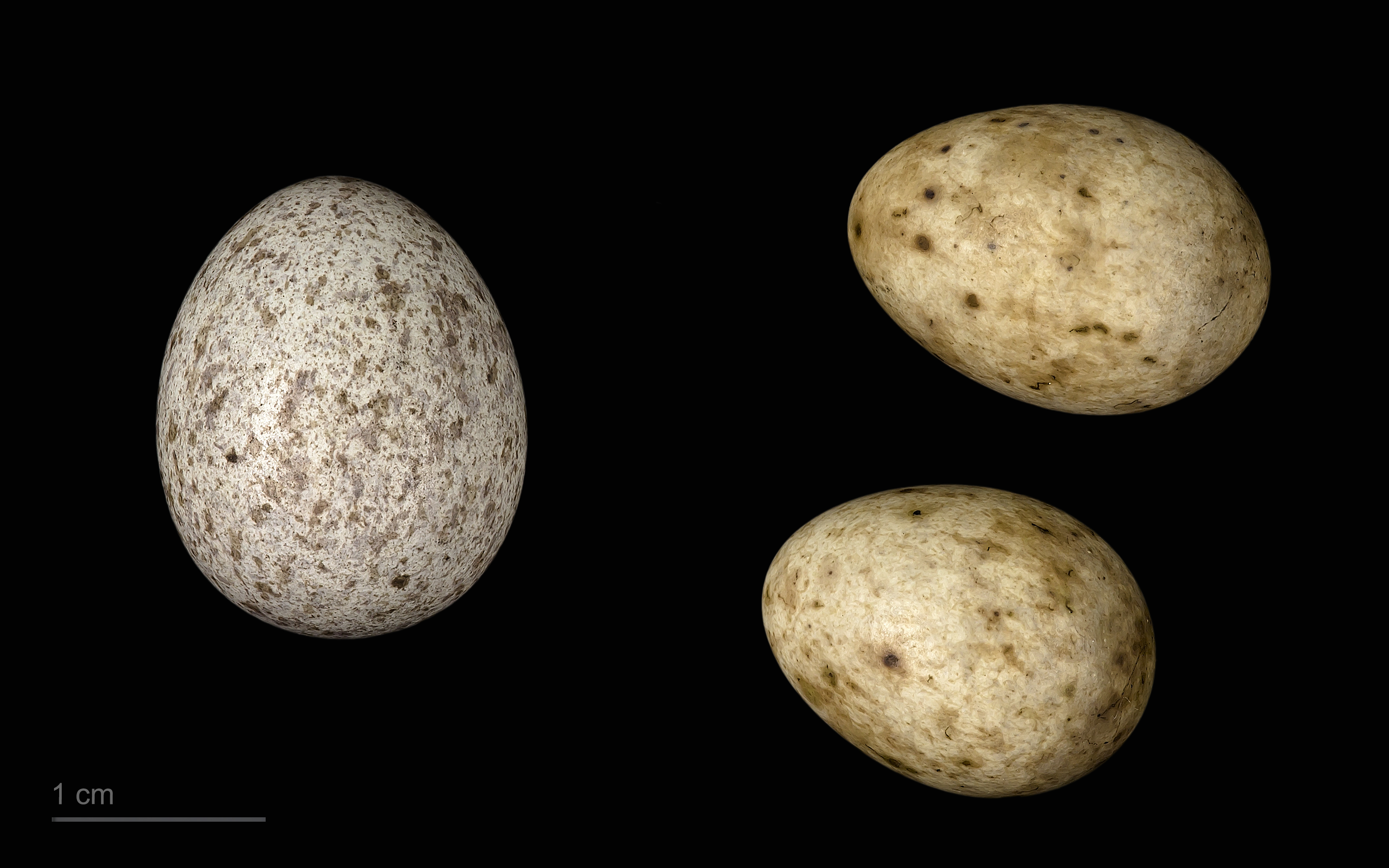
Cuculus canorus bangsi + Sylvia atricapilla

Svarthättan häckar allmänt i södra och mellersta Sverige, inåt landet till mellersta Dalarna. Vidare förekommer den tämligen allmänt till sparsamt i östra Jämtland och i kustlandskapen norrut till Västerbotten. Den hittas också sällsynt i fjällbjörkskog i Härjedalen och Lycksele lappmark.
Fågeln flyttar oftast i september-oktober och återkommer i slutet av april till slutet av maj. Enstaka fåglar kan stanna i Sverige in på vintern. Vissa delar av den svenska populationen flyttar ungefär 600 mil till östra Afrika medan andra bara flyttar halvvägs till centrala och östra Medelhavsområdet.

### Släktskap
Genetiska studier visar att svarthättan är närbesläktad med trädgårdssångaren, men även fyra till fem afrikanska arter som tidigare behandlades som timalior: príncipesångaren (Horizorhinus dohrni), rödnäbb (Lioptilus nigricapillus), kattsångare (Parophasma galinieri) och de båda nunnesångarna i Pseudoalcippe. Denna grupp skildes åt från övriga Sylvia-sångare som ärtsångare och törnsångare för hela 15 miljoner år sedan. Av den anledningen lyfte BirdLife Sveriges taxonomikommitté 2020 ut den senare gruppen som ett eget släkte, Curruca. Den tongivande internationella auktoriteten International Ornithological Congress (IOC) gör även det samma, liksom eBird/Clements. De afrikanska arterna har å andra sidan lyfts in i Sylvia.

## Ekologi
Svarthättan häckar i flera olika skogsbiotoper, såväl i ljusa lövskogar, parker, trädgårdar, blandskogar eller granskogar med enstaka lövträd. Den föredrar fuktiga eller skuggrika skogspartier med mycket undervegetation. Den häckar på höjder upp till 2000 meter. Svarthättan bygger sitt bo lågt i täta buskar. Boet är som en halvöppen skål av gräs, mossa och rötter. Honan lägger oftast fem ägg, som ruvas i tio till 15 dagar. Ungfåglarna stannar i boet i tio till 14 dagar. Den äldsta kända svarthättan var tio år och nio månader gammal. Svarthättan är insektsätare, men äter på hösten även bär.
En ung svarthätta av hankön lär sig sången från fadern. Födan är variabel och kan innehålla insekter, deras larver, spindeldjur samt bär och frukter från minst 60 olika växtarter. Dessutom besöks blommor för att slicka nektar. Fågeln kan även äta bär av mistel.
Fram till 1960-talet vandrade de flesta exemplar före vintern till Medelhavsområdet. Sedan blev även andra regioner som erbjuder fördelar målet.

## Svarthättan och människan

### Status och hot
Svarthättan har ett mycket stort utbredningsområde och en stor global population. Den bedöms inte som hotad och kategoriseras av IUCN som livskraftig (LC).
I England har dock betande hjortar (Cervidae) försämrat levnadsmiljön för arter som svarthättan som är beroende av undervegetation. Å andra sidan har arten i England fördelar på grund av många fågelbord. I vissa delar av utbredningsområdet fångas också svarthättor.

#### Status i Sverige
Även i Sverige anses beståndet livskraftigt. Arten har ökat i antal, de senaste 30 åren med hela 130–170 % och de senaste tio åren med 10–21 %. 2018 uppskattades det svenska beståndet till över 1,4 miljoner par.

### Namn
Ett äldre namn är svarthuvad sångare. Svarthättans vetenskapliga artnamn atricapilla betyder bokstavligen "svarthårad" av latinets ater för "svart" och capillus för "huvudhår".